# Gary Sundgren
Kari Juhani „Gary“ Sundgren (* 25. Oktober 1967 in Vammala) ist ein ehemaliger schwedischer Fußballspieler.

## Laufbahn
Sundgren spielte in der Jugend bei Västerås SK und IK Franke. 1988 wechselte er zu AIK Solna in die Allsvenskan. Bereits in seiner ersten Spielzeit kam er auf 17 Einsätze in der ersten Liga und blieb auch in den folgenden Spielzeiten Stammspieler. 1992 holte er sich mit dem Klub den schwedischen Meistertitel, 1996 und 1997 gelang der Sieg im Pokal.
1997 verließ Sundgren Schweden, um sein Glück in Spanien bei Real Saragossa zu suchen. 2001 gewann er mit dem Copa del Rey seinen einzigen Titel in fünf Jahren in der Primera División.
Im Sommer 2002 kehrte er zu AIK Solna zurück und spielte anderthalb Jahre für den Klub in der schwedischen ersten Liga. Anschließend ließ er seine Karriere bei den unterklassigen IFK Sollentuna und FC Djursholm ausklingen.
Sundgren spielte zwischen 1994 und 2002 31 Mal für die schwedische Nationalmannschaft. Sein einziges Turnier war die Europameisterschaft 2000, bei der Schweden in der Vorrunde scheiterte.
| Personendaten    | Personendaten                           |
| ---------------- | --------------------------------------- |
| NAME             | Sundgren, Gary                          |
| ALTERNATIVNAMEN  | Sundgren, Kari Juhani (wirklicher Name) |
| KURZBESCHREIBUNG | schwedischer Fußballspieler             |
| GEBURTSDATUM     | 25. Oktober 1967                        |
| GEBURTSORT       | Vammala, Finnland                       |